# Лоу, Эндрю Бонар
Эндрю Бонар Лоу (англ. Andrew Bonar Law; 16 сентября 1858[…], Rexton, Нью-Брансуик — 30 октября 1923[…], Лондон) — премьер-министр Великобритании в 1922—1923 годах, лидер Консервативной партии в 1916—1921 и 1922—1923 годах. 

## Биография
Эндрю Бонар Лоу родился в Канаде, Нью-Брансуик в городе Рекстон, в семье пресвитерианского священника. В раннем возрасте его увезли в Шотландию, где он воспитывался в семье богатых родственников. Долгое время Эндрю Лоу работал на шотландском металлургическом предприятии. А в 1900 году он был избран в Парламент Великобритании.
В 1905 году Эндрю Бонар Лоу был приглашён в правительство на должность министра колоний Великобритании. В 1916 году у Лоу впервые появился шанс стать премьер-министром, но он предпочёл занимать более низкие министерские должности в кабинете Дэвида Ллойд Джорджа.
23 октября 1922 года Лоу стал премьер-министром, но уже 22 мая 1923 года оставил свою должность по причине серьёзной болезни — рака гортани, от которого скончался в том же году 30 октября.